# Lista infortunati

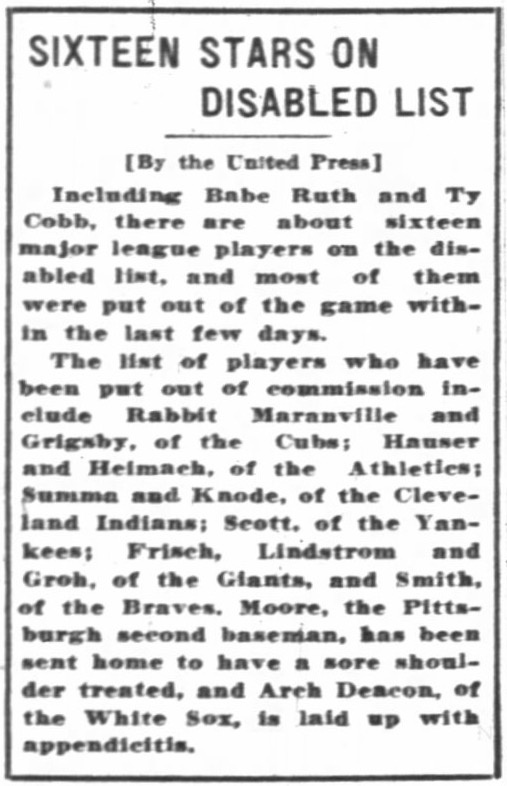

Nella Major League Baseball (MLB), la lista infortunati (injured list, nota come disabled list [DL] fino alla stagione 2018) è un metodo per le franchigie di togliere giocatori infortunati dal roster per poter convocare giocatori in salute.

## Linne generali
I giocatori vengono inseriti nella lista a 10 giorni (prima del 2017, la lista era a 15 giorni) o sulla lista a 60 giorni in base alla gravità dell'infortunio o al tempo di degenza. Un giocatore può essere spostato dalla lista a 10 giorni a quella a 60 giorni in qualsiasi momento, ma non viceversa. Il giocatore non può essere inserito nel roster prima che siano passati 10 o 60 giorni; tuttavia, un giocatore può rimanere nella lista anche dopo lo scadere del termine e, inoltre, se il giocatore viene spostato nella lista a 60 giorni dopo il 1º agosto non può più tornare nel roster attivo per quella stagione. I giocatori possono assistere alle partite nel dugout e possono essere spostati in una squadra della minor league per un breve periodo di riabilitazione prima del ritorno nel roster.
La lista a 10 giorni non conta i giocatori nel roster attivo (compreso il roster a 25 giocatori fino al 1º settembre), mentre la lista a 60 giorni non richiede che il giocatore sia nel roster attivo o nel roster a 40 giocatori; tuttavia, il roster a 40 giocatori deve essere completo per poter avere a disposizione un posto nella lista a 60 giorni.
Inserire un giocatore nella lista infortunati libera un porto nel roster attivo. Un altro giocatore delle leghe minori, un free agent, un giocatore ricevuto con uno scambio o un giocatore guarito possono essere utilizzati per riempire il posto. Questo permette alle squadre di avere sempre un roster completo.
Un inserimento retroattivo può essere effettuato entro 10 giorni dal momento dell'infortunio.

### Concussion list
Nel 2011 la Major League Baseball ha istituito una nuova lista infortuni a 7 giorni specificamente per le commozioni cerebrali. L'idea è di evitare danni gravi al cervello che, secondo gli ultimi standard, richiedono fino a 7 giorni per guarire. Se un giocatore non viene attivato dalla concussion list dopo 7 giorni, viene automaticamente trasferito nella lista a 10 giorni.

### Paternity list
Sempre nel 2011 è stata istituita la paternity list, che permette alle squadre di sostituire un futuro padre per 1-3 giorni, in modo che possa essere presente alla nascita del figlio.

### Bereavement list
Un giocatore può essere inserito nella bereavement list per poter assistere un parente stretto gravemente malato o dopo un lutto in famiglia. La bereavement list può durare da un minimo di tre fino a un massimo di sette incontri. La bereavement list per gli arbitri può durare l'intera stagione.

### Minor League Baseball
La Minor League Baseball usa una lista a 7 giorni per tutti gli infortuni. I giocatori che sono nel roster a 40 giocatori ma si fanno male durante un incontro di minor league vengono messi nella lista infortuni della lega minore, ma non in quella della major league. Questo comporta che se un giocatore ha un infortunio durante un incontro della minor league non può essere inserito nella lista a 60 giorni e non viene liberato alcun posto nel roster a 40 giocatori.

## Storia
Il termine "disabled list" venne usato per la prima volta nel 1887 ed è rimasto nella terminologia della MLB fino al 2019 quando, dopo una richiesta di alcuni avvocati per i diritti dei disabili, ha cambiato nome in "injured list". Questa modifica ha inoltre reso il termine più simile agli altri sport professionisti che indicano la lista come "injured reserve list".